# Йоринген
Йоринген (на немски: Öhringen) е град в Баден-Вюртемберг, Германия, с 23 489 жители (към 31 декември 2015).
Намира се на ок. 25 km източно от Хайлброн.
По римско време (ок. 155 г.) се намира на германския Лимес и от XI век е резиденция на князете на Хоенлое. За пръв път е споменат в документ през 1037 г. като Oringowe.